# La Neuville-lès-Bray
La Neuville-lès-Bray település Franciaországban, Somme megyében. Lakosainak száma 260 fő (2022. január 1.). La Neuville-lès-Bray Bray-sur-Somme, Cappy, Chuignolles, Proyart és Étinehem-Méricourt községekkel határos.

## Népesség
A település népességének változása:
| Lakosok száma | 267  | 266  | 268  | 266  | 263  | 254  | 253  | 256  | 260  |
|               | 2013 | 2015 | 2016 | 2017 | 2018 | 2019 | 2020 | 2021 | 2022 |